# Amie Street
Amie Street est un site web de vente de musique indépendante et de réseautage social. Il a été créé en 2006 par Elliott Breece, Elias Roman, et Joshua Boltuch, tous étudiants de l'Université Brown.
En 2007 Amazon.com investit dans le site et change le design.

## Historique
Fondé début 2006, Amie Street fut lancé publiquement dans une version pre-alpha le 4 juillet 2006 et fut rapidement l'objet d'un article sur le blog TechCrunch de Michael Arrington.

## Fonctionnement
Les musiciens envoient leurs morceaux sur le site, qui pourront alors être achetés par les utilisateurs à un prix variant selon la demande.
Le site possédait plus de 10 000 artistes, 1 million de titres originaux et des vidéos en 2007.

## Sources &  Références
1. ↑  Amie Street Closes Series A Financing Led By Amazon.com by Nick Gonzalez on Aug 5, 2007 Amie Street Closes Series A Financing Led By Amazon.com
2. ↑  article sur le blog TechCrunch le 23 juillet 2006

- (en) Cet article est partiellement ou en totalité issu de l’article de Wikipédia en anglais intitulé « Amie Street » (voir la liste des auteurs).